# Gustavo Mosquera R.
Gustavo Daniel Mosquera Rorai, más conocido como Gustavo Mosquera R. (5 de septiembre de 1959), es un director de cine, guionista y productor argentino. Es conocido principalmente por su film Moebius, considerado como una obra maestra y un clásico del cine argentino. La misma fue producida por la Universidad del Cine y realizada por los alumnos de la Universidad bajo la coordinación de Gustavo Mosquera y María Ángeles Mira, en aquel momento docentes de la Universidad.
Moebius obtuvo fama internacional, y fue reconocida con varios galardones en los festivales más importantes. Uno de sus mayores logros fue en la sección New Directors, New Films (Nuevos Directores, Nuevos Films), del Museo Metropolitano de Arte Moderno de Nueva York, en la que Mosquera fue elegido como uno de los "Mejores nuevos directores de 1997" siendo su película nombrada la mejor de las numerosas películas de todo el mundo que se vieron en esa edición.

## Filmografía
Director y guionista
- Arden los juegos (1985, cortometraje)
- Lo que vendrá (1988)
- Moebius (1996)
- Radio Olmos (2019)